# بافوني كانافيزي
بافوني كانافيزي هي بلدية في مدينة تورينو الحضرية، في منطقة بيمنتة الإيطالية، وتقع على بعد حوالي 45 كم شمال شرق مدينة تورينو.
تقع حدود بافوني كانافيزي على البلديات التالية: إفريا، بانشيت، ساموني، كوليريتو جياكوسا، رومانو كانفيزي، بيروزا كانافيزي، وسان مارتينو كانافيزي.